# Aeroporto de Sion
46° 13′ 10″ N, 7° 19′ 36″ L
O Aeroporto de Sion (código IATA: SIR, ICAO LSGS) é o aeroporto da cidade de Sion, na Suíça  e está localidado a 2,5 km ao sudoeste da cidade, no vale do Ródano.

## Linhas aéreas e destinos
- Air Glaciers:  Sazonal: Calvi, Figari, Olbia[3]
- Titan Airways: Sazonal: Londres-Stansted
- Swiss Air: Sazonal Charter: Aeroporto do Porto